# Mirza Ghulam Ahmad
Mirza Ghulam Ahmad (født 13 februar 1835 i Qadian, Sikhimperiet (i dag i Punjab i Indien), død 26. maj 1908 i Lahore, Britisk Indien (i dag Pakistan)) var en religiøs leder og grundlægger af den islamiske bevægelse Ahmadiyya. Han hævdede at være guddommeligt udpeget til at være Messias og Mahdi til opfyldelse af Islams dommedagsprofetier.
Ghulam Ahmad havde et omfattende forfatterskab og skrev mere end 90 bøger om diverse religiøse, teologiske og moralske emner. Han første værk var Barahin-e-Ahmadiyya ('Beviset for Islam') i 1880. Mange af værkerne har en polemisk tone og udgør et forsvar for Islam, og søger at dokumentere Islams overlegenhed gennem rationelle argumenter, ofte med Ahmads egen fortolkning af Islam. Han var fortaler for en fredelig udbredelse af Islam og argumenterede indgående imod lovligheden af voldelig jihad. Da han døde, havde han et følge på omkring 400.000 personer, særlig i Punjab og Sindh.